# سوزل
سوزل (به فرانسوی: Sauzelles) یک کمون در فرانسه است که در اندر واقع شده‌است. سوزل ۱۲٫۸۶ کیلومتر مربع مساحت و ۲۳۶ نفر جمعیت دارد و ۱۳۰ متر بالاتر از سطح دریا واقع شده‌است.